# Maxi Hayn
Maxi Hayn (* 8. Februar 1988 in Rostock) ist eine ehemalige deutsche Handballspielerin, die 404 Tore in 219 Bundesligaspielen erzielte.
Hayn begann 1998 das Handballspielen beim SV Fortuna ’50 Neubrandenburg. Mit der A-Jugend belegte die Linkshänderin 2007 den 4. Platz bei den deutschen Meisterschaften. Im selben Jahr schloss sich die Außenspielerin dem Bundesligisten Buxtehuder SV an. Zusätzlich gehörte Hayn in der Saison 2007/08 zum Kader der zweiten Mannschaft vom BSV, wo sie zusätzlich Spielpraxis in der Regionalliga sammelte. Nach der Saison 2016/17 beendete sie ihre Karriere.
Hayn bestritt ein Länderspiel für die deutsche Jugend-Nationalmannschaft, bei dem sie ein Tor erzielte.

## Erfolge
- 2003 Landessieger bei Jugendtrainiert für Olympia
- 2005 Vizemeister mit der Landesauswahl Mecklenburg-Vorpommern
- 4. Platz bei den Deutschen Meisterschaften 2007
- Deutscher Vizemeister 2011, 2012
- DHB-Pokal 2015, 2017
- DHB-Pokal-Finalist 2011
- NOHV Meister 2007
- EHF Challenge Cup 2010